# Gauliga Ostpreußen 1938/39
Die Gauliga Ostpreußen 1938/39 war die sechste Spielzeit der Gauliga Ostpreußen des Deutschen Fußball-Bundes. Der Standort-SV Hindenburg Allenstein gewann deutlich mit elf Punkten Vorsprung vor der SVgg Masovia Lack seine dritte Gaumeisterschaft und qualifizierte sich somit für die deutsche Fußballmeisterschaft 1938/39. Bei dieser erreichte Allenstein hinter dem Hamburger SV und dem VfL Osnabrück und vor Blau-Weiß 90 Berlin den dritten Platz der Gruppe 1.
Die diesjährige Gauliga Ostpreußen wurde erstmals in einer Gruppe ausgespielt, qualifiziert waren die acht Vereine, die in der letzten Saison die Gauliga erreichten, sowie die zwei besten Vereine aus der Qualifikationsrunde der Bezirksdritten der letzten Saison. Gedania Danzig, ein Fußballverein der polnischen Bevölkerungsgruppe in Danzig, wurde im Sommer 1939, kurz vor Beginn des Überfalls auf Polen, zwangsaufgelöst.

## Kreuztabelle
| 1938/39                             | Standort-SV Hindenburg Allenstein | SVgg Masovia Lyck | BuEV Danzig | Polizei-SV Danzig | SC Gedania Danzig | VfB Königsberg | WSV von der Goltz Tilsit | Standort-WSV Yorck Insterburg | SV Prussia-Samland Königsberg | SV Rasensport-Preußen Königsberg |
| ----------------------------------- | --------------------------------- | ----------------- | ----------- | ----------------- | ----------------- | -------------- | ------------------------ | ----------------------------- | ----------------------------- | -------------------------------- |
| Standort-SV Hindenburg Allenstein   |                                   | 4:1               | 5:1         | 5:2               | 2:2               | 5:1            | 7:1                      | 5:2                           | 7:1                           | 4:0                              |
| SVgg Masovia Lyck                   | 0:5                               |                   | 1:0         | 6:2               | 6:2               | 3:0            | 6:0                      | 1:3                           | 2:0                           | 2:1                              |
| BuEV Danzig                         | 2:2                               | 3:1               |             | 4:0               | 0:2               | 2:2            | 0:2                      | 3:1                           | 1:1                           | 4:1                              |
| Polizei-SV Danzig                   | 2:3                               | 2:2               | 0:1         |                   | 2:1               | 3:2            | 3:1                      | 2:1                           | 3:1                           | 2:4                              |
| SC Gedana Danzig                    | 1:3                               | 0:3               | 2:1         | 2:2               |                   | 1:11           | 4:2                      | 2:2                           | 3:1                           | 3:8                              |
| VfB Königsberg                      | 1:3                               | 0:6               | 4:0         | 3:4               | 1:5               |                | 2:4                      | 2:2                           | 3:0                           | 3:2                              |
| WSV von der Goltz Tilsit            | 0:2                               | 1:2               | 0:4         | 2:2               | 1:4               | 3:2            |                          | 2:1                           | 0:2                           | 3:0                              |
| Standort-WSV Yorck Boyen Insterburg | 0:1                               | 2:2               | 0:4         | 2:3               | 1:1               | 1:1            | 2:5                      |                               | 1:1                           | 4:1                              |
| SV Prussia-Samland Königsberg       | 2:3                               | 3:2               | 2:3         | 2:1               | 5:1               | 0:0+ a         | 2:3                      | 1:3                           |                               | 4:2                              |
| SV Rasensport-Preußen Königsberg    | 2:2                               | 4:3               | 0:3         | 5:1               | 6:3               | 1:3            | 5:1                      | 2:3                           | 1:3                           |                                  |

## Abschlusstabelle
| Pl. | Verein                                  | Sp. | S  | U | N  | Tore    | Quote | Punkte |
| --- | --------------------------------------- | --- | -- | - | -- | ------- | ----- | ------ |
| 1.  | Standort-SV Hindenburg Allenstein       | 18  | 15 | 3 | 0  | 068:210 | 3,24  | 33:30  |
| 2.  | SVgg Masovia Lyck                       | 18  | 10 | 2 | 6  | 049:320 | 1,53  | 22:14  |
| 3.  | BuEV Danzig                             | 18  | 9  | 3 | 6  | 036:260 | 1,38  | 21:15  |
| 4.  | Polizei-SV Danzig                       | 18  | 7  | 3 | 8  | 036:470 | 0,77  | 17:19  |
| 5.  | KS Gedania Danzig b                     | 18  | 6  | 4 | 8  | 039:570 | 0,68  | 16:20  |
| 6.  | VfB Königsberg                          | 18  | 6  | 3 | 9  | 041:450 | 0,91  | 15:21  |
| 7.  | WSV von der Goltz Tilsit                | 18  | 7  | 1 | 10 | 031:500 | 0,62  | 15:21  |
| 8.  | Standort-WSV Yorck Boyen Insterburg (M) | 18  | 4  | 6 | 8  | 031:390 | 0,79  | 14:22  |
| 9.  | SV Prussia-Samland Königsberg           | 18  | 6  | 2 | 10 | 031:390 | 0,79  | 14:22  |
| 10. | SV Rasensport-Preußen Königsberg        | 18  | 6  | 1 | 11 | 045:510 | 0,88  | 13:23  |

| (M) | Titelverteidiger |

Entscheidungsspiel um den zweiten Absteiger
Da Yorck Boyen Insterburg und Prussia-Samland Königsberg punkt- und torgleich waren, wurde ein Entscheidungsspiel um den zweiten Absteiger einberufen. Das Spiel wurde im Nachhinein jedoch nur noch als Gesellschaftsspiel gewertet, da Gedania Danzig zwangsaufgelöst wurde und somit ein Platz in der Gauliga frei wurde.
| Datum         |                               | Ergebnis |                                     |
| ------------- | ----------------------------- | -------- | ----------------------------------- |
| 11. Juni 1939 | SV Prussia-Samland Königsberg | 4:1      | Standort-WSV Yorck Boyen Insterburg |

## Aufstiegsrunde
In der Aufstiegsrunde spielten in zwei Grupen zu je drei Teilnehmer die Sieger der sechs zweitklassigen Bezirksklassen. Die beiden Gruppensieger stiegen zur kommenden Spielzeit in die Gauliga auf.

### Abteilung A
| Pl. | Verein                                                             | Sp. | S | U | N | Tore    | Quote | Punkte |
| --- | ------------------------------------------------------------------ | --- | - | - | - | ------- | ----- | ------ |
| 1.  | Reichsbahn SG Königsberg (Sieger Bezirksklasse Staffel Königsberg) | 4   | 4 | 0 | 0 | 020:500 | 4,00  | 08:0   |
| 2.  | FC Preußen Gumbinnen (Sieger Bezirksklasse Staffel Insterburg)     | 4   | 1 | 0 | 3 | 012:160 | 0,75  | 02:60  |
| 3.  | VfL Bartenstein (Sieger Bezirksklasse Staffel Masuren)             | 4   | 1 | 0 | 3 | 006:170 | 0,35  | 02:60  |

### Abteilung B
| Pl. | Verein                                                        | Sp. | S | U | N | Tore    | Quote | Punkte |
| --- | ------------------------------------------------------------- | --- | - | - | - | ------- | ----- | ------ |
| 1.  | SC Preußen Danzig (Sieger Bezirksklasse Staffel Danzig)       | 4   | 3 | 1 | 0 | 011:300 | 3,67  | 07:10  |
| 2.  | SV Allenstein (Sieger Bezirksklasse Staffel Allenstein)       | 4   | 2 | 0 | 2 | 013:900 | 1,44  | 04:40  |
| 3.  | WSV Hermann Balk Elbing (Sieger Bezirksklasse Staffel Elbing) | 4   | 0 | 1 | 3 | 003:150 | 0,20  | 01:70  |